# Демидова Анастасія Андріївна
Анастасія Андріївна Демидова (до шлюбу Кузьміна; нар. 3 січня 1872, Курщина — пом. 21 травня 1946) — українська акторка, співачка.

## Біографія

Могила Анастасії Демидової

Народилася 3 січня 1872 року на Курщині. Походила з кріпаків. Разом з чоловіком, Кузьмою Демидовим, виступала в українських трупах. Мала красивий голос і зовнішність. Виступала разом з Марією Заньковецькою, Ганною Затиркевич-Карпатською, Марком Кропивницьким та іншими. З 1918 по 1926 рік у Київській опері.
Померла 21 травня 1946 року. Похована в Києві на Лук'янівському цвинтарі (ділянка № 24, ряд 4, місце 25).